# Willem de Leeuw
Wilhelmus Theodorus (Willem) de Leeuw (Alphen, 14 april 1892 - Beers, 3 juli 1944) was een Nederlandse burgemeester.
De Leeuw was een zoon van Petrus Gradus de Leeuw (1856 - 1919), heemraad van het polderdistrict Maas en Waal.
Zijn vader is burgemeester van Appeltern geweest en zelf was hij gemeentesecretaris van Ammerzoden voor hij daar van 1919 tot 1924 burgemeester was. Begin 1931 werd hij burgemeester van Elst waar hem in 1942 ontslag werd verleend waarna Elst een NSB-burgemeester kreeg. Hij zou niet meer terugkeren als burgemeester omdat hij midden 1944 op 52-jarige overleed. Zijn broers H.A.B. de Leeuw, P.G. de Leeuw en J.G. de Leeuw zijn ook burgemeester geweest.